# Saraktašskij rajon
Il Saraktašskij rajon (in russo Саракташский район?) è un rajon dell'Oblast' di Orenburg, nella Russia europea. Istituito nel 1931, il capoluogo è Saraktaš.